# Pat Robertson
Pour les articles homonymes, voir Robertson.
Marion Gordon Robertson, plus connu sous le nom de Pat Robertson, né le 22 mars 1930 à Lexington (Virginie) et mort le 8 juin 2023 à Virginia Beach (Virginie), est un télévangéliste américain évangélique charismatique, fondateur du Christian Broadcasting Network. Il est aussi l'une des voix de la droite conservatrice chrétienne aux États-Unis.
Candidat à l'investiture du Parti républicain pour l’élection présidentielle en 1988, il est aussi le fondateur de la Coalition chrétienne, une organisation investie dans la lutte contre l’avortement et en faveur de la prière à l’école, dont il avait fait dans les années 1990 un groupe de pression politique incontournable avec ses 4 millions d’adhérents. Il est à l'origine de fréquentes polémiques en raison de ses propos extrémistes.

## Biographie
Pat Robertson est né le 22 mars 1930 à Lexington. Son père siège à la Chambre des représentants à Washington en tant qu'élu de l’État de Virginie. Il est membre du Parti démocrate, alors marqué à droite en Virginie.
De confession chrétienne baptiste (Convention baptiste du Sud), il a vécu une nouvelle naissance alors qu'il était propriétaire d'une compagnie d'électronique à New York.
Il a étudié en histoire à l’Université Washington et Lee, et a obtenu un Bachelor of Arts en 1950. Il est enrôlé dans l'armée américaine à cause de la conscription et participe à la guerre de Corée; une expérience dont il tirera profit par la suite, s'attribuant des exploits militaires dont la véracité est contestée par d'anciens compagnons d’armes.
Il a étudié le droit à la Yale Law School, et a obtenu un diplôme en 1955, puis il a étudié en théologie au New York Theological Seminary et a obtenu un master (Master of Divinity) en 1959 .

### Ministère
En 1959, Pat Robertson achète une ancienne chaîne de télévision, et lance deux ans plus tard, en 1961, le Christian Broadcasting Network . Il devient  présentateur d'un show télévisé qu'il appelle Le Club 700 en 1966,, toujours rediffusé sur de nombreux réseaux aux États-Unis et sur les réseaux affiliés à CBN. En 1961, il est ordonné pasteur par l'église baptiste Freemason Street à Norfolk, Virginie (Convention baptiste du Sud) .
Il a également fondé de nombreuses organisations comme : la Christian Coalition, Flying Hospital, International Family Entertainment, Operation Blessing International Relief and Development Corporation. En 1977, il fonde une université, la CBN University, renommée Regent University en 1990.
En 1987, il quitte la Convention baptiste du Sud pour être candidat à l'investiture du Parti républicain pour l'élection présidentielle américaine de 1988, mais ne sera pas élu ,. Il s'oriente par la suite vers le mouvement charismatique. Il affirme alors « parler en langue », et que ses prières ont la vertu, assure-t-il dans ses livres, de modifier le cours des ouragans.
Il reste engagé en politique à travers la Christian Coalition. Devenue un mouvement de large influence dans les années 1990 avec plusieurs millions d’adhérents, elle contribue à la victoire républicaine à la Chambre des représentants en 1994 et l’accession au poste de speaker de Newt Gingrich.

### Extrémisme
Pat Robertson décrit en 1991 le camp démocrate comme formant « une cabale étroitement soudée dont le but n’est rien de moins qu’un nouvel ordre pour la race humaine sous la domination de Lucifer et de ses disciples ». Connu pour ses positions radicales, il s’en prend au féminisme, aux revendications des minorités sexuelles et aux autres religions, comme l’hindouisme et l’islam. Au lendemain des attentats du 11 septembre 2001, il affirme partager « entièrement » l’avis d’un autre télévangéliste célèbre qu’il reçoit sur sa chaîne, Jerry Falwell, convaincu que « les païens, les avorteurs, les féministes, les gays et les lesbiennes » sont la cause de ce « châtiment divin ». Il affirme par la suite que le séisme de 2010 en Haïti est dû à un pacte passé par ses habitants avec le diable pour échapper à l’esclavage. Il apporte son soutien à Donald Trump en 2016, qui est régulièrement reçu dans ses médias.

### Islamophobie
Il est considéré comme islamophobe, à la suite de ses comparaisons de l'islam et du nazisme, des liens qu'il établit entre islam et volonté de « domination mondiale », de ses appels à « combattre l'islam », de ses affirmations selon lesquelles tous les musulmans seraient les ennemis de l'Amérique.

### Fin de vie et mort
Pat Robertson fait une chute à cheval en 2017, et est victime d'un accident vasculaire cérébral en 2018, ce qui l'affaiblit. En octobre 2021, il annonce se mettre en retrait de ses émissions. En avril 2022, il perd sa femme Dede. Le 8 juin 2023, il meurt dans sa maison de Virginia Beach.

## Controverses
Robertson a été critiqué pour avoir affirmé que Dieu avait puni l'Amérique lors des attentats du 11 septembre 2001 à cause des gays et des avortements.

### Controverse sur ses propos concernant Hugo Chávez
Le 22 août 2005, dans son émission The 700 Club, Robertson a fait une déclaration controversée sur le président vénézuélien Hugo Chávez en disant : « Vous savez (…) s'il pense que nous essayons de l'assassiner, je pense que nous devrions vraiment y aller et le faire. Cela revient moins cher que de commencer une guerre ».
Le 24 août, toujours dans son émission The 700 Club, Robertson a expliqué qu'on l'avait mal compris et qu'il n'avait pas appelé à l'assassinat de Chávez, mais qu'il y avait d'autres moyens de l'évincer du pouvoir comme l'intervention d'un commando ou le kidnapping. Robertson a démenti avoir utilisé le terme d'« assassinat », malgré l'enregistrement qui en atteste. Plus tard dans la journée, il s'est expliqué par écrit : « Est-ce juste d'appeler à un assassinat ? Non, je présente mes excuses pour ce jugement. » Toutefois, Robertson qualifia Chávez de « dangereux ennemi à notre sud, qui contrôle un énorme stock de pétrole et qui pourrait nous nuire énormément ».
Il a continué à soutenir que Chávez était impliqué dans le terrorisme : « Le colonel Chávez a partie liée avec des terroristes comme l'assassin notoire Carlos, s'est rendu en Iran pour avoir accès à la technologie nucléaire, et a présenté Saddam Hussein et Fidel Castro comme ses amis. Le colonel Chávez a également l'intention de susciter des coups d'État contre des gouvernements démocratiquement élus en Amérique du Sud, à commencer par son voisin colombien. »
Puis, il a rappelé l'exemple de l'opposition du pasteur allemand Dietrich Bonhoeffer au régime nazi et son soutien à assassiner Hitler, ce qui a pu être vu par certains comme une comparaison indirecte entre Chávez et Adolf Hitler.

### Controverse sur ses propos concernant Ariel Sharon
En 2006 dans son émission The 700 Club sur Christian Broadcasting Network (CBN), il a sous-entendu que l'accident vasculaire cérébral d'Ariel Sharon était une vengeance divine contre le retrait de la Bande de Gaza et l'assassinat en 1995 du Premier ministre israélien Yitzhak Rabin:
« Dieu éprouve de l'hostilité à l'égard de ceux qui divisent Sa terre […] Et à chaque Premier ministre d'Israël qui décide de la découper et d'y renoncer, Dieu dit : « Non, ceci est Mien. » Ariel Sharon divisait la terre de Dieu. »
Il s'est ensuite excusé en disant que ces propos étaient liés à son amour pour Israël. Il appartient en effet à un courant appelé « sionisme chrétien » qui pense que la colonisation juive des territoires palestiniens et le rassemblement des juifs en terre sainte sont une condition du Second avènement.[réf. nécessaire]

### Relations avec des dirigeants politiques
En 2006, sa relation avec le dictateur guatémaltèque Efraín Ríos Montt, qui sera ultérieurement condamné pour génocide et crime contre l’humanité à 80 ans de prison, a été critiquée par les médias.
En 2010, il a été critiqué par les médias pour avoir fait du lobbying pour le président du Liberia, Charles Taylor, condamné par la suite de crimes contre l'humanité, et avoir obtenu une concession sur une mine d'or en 1999.

### Propos au sujet du tremblement de terre en Haïti du 12 janvier 2010
Pat Robertson déclare dans un show télévisé américain, 700 Club, qu'Haïti est damné pour avoir pactisé avec le diable au moment de leur révolte contre la colonisation française qui déboucha sur leur indépendance en 1804.
« Quelque chose s'est produit il y a longtemps en Haïti, et les gens préfèrent ne pas en parler », a-t-il déclaré le 13 janvier 2010 lors de son émission à CBN (Christian Broadcast Network). « Les esclaves étaient sous le joug des Français, vous savez, de Napoléon III ou je ne sais quoi. Ils se sont réunis et ont conclu un pacte avec le diable. Ils ont dit : « Nous allons vous servir si vous nous libérez du joug français. » C'est une histoire véridique. Et le Diable a dit: « D'accord, marché conclu. » »
« Et ils ont chassé les Français de l'île », a poursuivi Robertson. « Les Haïtiens se sont révoltés et émancipés. Mais depuis ce temps, la malédiction s'acharne sur eux. »
Il semblerait que les commentaires de Pat Robertson aient pour origine l'histoire de Dutty Boukman, qui ordonna le soulèvement d'un grand nombre d'esclaves après leur avoir fait boire, dans la nuit du 14 août 1791, le sang d'un cochon noir lors d'une cérémonie vaudou. Cette cérémonie avait pour but de rendre les esclaves invulnérables. Robertson est toutefois dans l'erreur lorsqu'il identifie le gouvernement français au règne de Napoléon III, puisque ces événements se sont produits durant la Révolution française, avant même le règne de Napoléon Ier.

### Théories conspirationnistes
Dans son livre New World Order publié en 1991, Pat Robertson affirme que juifs, francs-maçons et Illuminati conspirent pour parvenir à la domination mondiale.

## Publications
- The New Millennium
- Answers to 200 of Life's Most Probing Questions
- The Secret Kingdom (1982)
- America's Dates with Destiny
- The Plan
- Beyond Reason: How Miracles can Change your Life
- Turning Tide: The Fall of Liberalism and the Rise of Common Sense
- Shout it from the Housetops an autobiography
- The End of the Age
- The New World Order (1991)
- Bring It On
- The Ten Offenses
- Courting Disaster

## Récompenses
- 1975 The Distinguished Merit Citation de la National Conference of Christians and Jews.
- 1976 Faith and Freedom Award in the field of broadcasting.
- 1978 US Department of Justice Award from the Federal Bureau of Investigation, 25th FBI Vesper Service.
- 1979 National Conference of Christians and Jews - Distinguished Merit Citation.
- 1982 Humanitarian of the Year par l'ONG Food for the Hungry.
- 1984 Man of the Year Award par le Women's National Republican Club.
- 1984 Citation from the National Organization for the Advancement of Hispanics.
- 1985 National Association of United Methodist Evangelists.
- 1988 Man of the Year par Students for America.
- 1989 Christian Broadcaster of the Year par les National Religious Broadcasters.
- 1992 Une des 100 personnes de l'élite culturelle par le magazine Newsweek.
- 1994 Omega Fellowship Award par l'ONG Food for the Hungry pour Operation Blessing's fight against worldwide hunger.
- 1994 Defender of Israel Award par Christians'Israel Public Action Campaign, pour ceux qui ont eu une contribution majeure dans le renforcement des relations entre les États-Unis et Israël.
- 1994 John Connor Humanitarian Service Award par Operation Smile International.
- 2000 Cross of Nails award pour sa vision, son inspiration et travail humanitaire avec The Flying Hospital.
- 2002 State of Israel Friendship Award par l'Association Sioniste d'Amérique.